# Apomyios
Apomyios (altgriechisch Ἀπόμυιος Apómyios, deutsch ‚der Fliegenvertreiber‘) ist eine Epiklese des griechischen Gottes Zeus.
Ein Kult des Zeus Apomyios ist nur aus dem Zeusheiligtum Olympia bekannt, wo ihm jährlich ein Stieropfer dargebracht wurde, um die Fliegen von der Altis fernzuhalten. Pausanias berichtet von der Entstehung des Kultes, dass einst Herakles ein Opfer in Olympia darbringen wollte, dabei aber von Stechmücken belästigt wurde. Er richtete sein Opfer deshalb an Zeus Apomyios, woraufhin die Mücken sich auf die andere Seite des Alpheios zurückzogen. Um das Opfer zu verbrennen, sollen die Eleer ausschließlich das Holz der Silberpappel genutzt haben, da Herakles diesen Baum aus Thesprotia eingeführt haben soll.
Darstellungen des Zeus Apomyios sind nicht bekannt, es wurden jedoch Zeusmünzen in Olympia gefunden, auf deren Revers neben dem Donnerkeil ein Mückenschwarm abgebildet ist. Die Feststellung, dass die Funktion des Zeus als nur in Olympia verehrter „Fliegenvertreiber“ als Motiv auf eleeischen Münzen auftaucht, wird als starkes Indiz dafür gewertet, dass es sich bei den Münzen von Elis vornehmlich um Tempelprägungen aus Olympia handelt.
Nach Clemens von Alexandria wurde die Epiklese in Rom für Herakles genutzt, dem als Fliegenvertreiber gemeinsam mit dem Fiebergott Pyretos und dem Gott der Furcht Phobos geopfert wurde.